# Puerto de Cartagena
Puerto de Cartagena är en hamn i Spanien.   Den ligger i provinsen och regionen Murcia, i den sydöstra delen av landet, 400 km sydost om huvudstaden Madrid. Närmaste större samhälle är Cartagena, 2,4 km norr om Puerto de Cartagena. 